# Gioacchino Maria Pontalti
Gioacchino Maria Pontalti (Verona, 8 giugno 1709 – Roma, 19 luglio 1772) è stato un vescovo cattolico italiano, priore generale dei Carmelitani dal 1756 al 1762.

## Biografia
Nacque a Verona l'8 giugno 1709 e sin da piccolo fu propenso alla vita monastica. Fu affidato a padre Alberto Cavina, vicario generale dell'ordine carmelitano, che lo condusse con sé nel convento di San Giacomo Maggiore del Carmine di Imola, di cui era priore, dove fu avviato al noviziato, prendendo i voti.
Proseguì gli studi presso il collegio di Santa Maria in Transpontina a Roma, laureandosi in teologia. Fu inviato come lettore a Ronciglione, insegnando teologia ad Imola e Milano. Si trasferì nel convento carmelitano di Venezia, dove ancora fu teologo, consultore del patriarcato ed esaminatore, nonché revisore e censore dei libri.
Fu eletto priore generale dei Carmelitani nel capitolo generale del 1756, a Cesena. La sua elezione fu accolta con soddisfazione anche da papa Clemente XIII, veneto, che successivamente colse l'occasione della sede vacante nella diocesi di Lesina, nella Dalmazia Veneta, nominandolo vescovo il 23 novembre 1761. Tuttavia il pontefice gli consentì di continuare il suo generalato fino alla preparazione del capitolo successivo, convocato a Venezia nel maggio 1762 a cui presiedette, per l'elezione del suo successore.
Fu consacrato dal pontefice stesso il 3 gennaio 1762, assistito dall'arcivescovo Giovanni Ottavio Bufalini e dall'arcivescovo Giovanni Carlo Boschi.
Fece però presto rinuncia alla diocesi, da cui si dimise il 6 aprile 1767, ed il pontefice lo nominò vescovo titolare di Ascalona, il 13 aprile. Sì ritirò a Roma, presso il convento di San Martino ai Monti, dove morì il 19 luglio 1772.

## Genealogia episcopale
La genealogia episcopale è:
- Cardinale Scipione Rebiba
- Cardinale Giulio Antonio Santori
- Cardinale Girolamo Bernerio, O.P.
- Arcivescovo Galeazzo Sanvitale
- Cardinale Ludovico Ludovisi
- Cardinale Luigi Caetani
- Cardinale Ulderico Carpegna
- Cardinale Paluzzo Paluzzi Altieri degli Albertoni
- Papa Benedetto XIII
- Papa Benedetto XIV
- Papa Clemente XIII
- Vescovo Gioacchino Maria Pontalti, O. Carm.